# Ashlee Ankudinoff
Ashlee Ankudinoff (Sydney, 20 agosto 1990) è una pistard australiana, vincitrice di quattro titoli mondiali nell'inseguimento, uno a livello individuale e tre a squadre.

## Palmarès

### Pista
- 2008

Campionati del mondo, Inseguimento individuale Junior
Campionati del mondo, Inseguimento a squadre Junior (con Sarah Kent e Megan Dunn)
Campionati oceaniani, Inseguimento a squadre (con Sarah Kent e Josephine Tomic)
Campionati oceaniani, Corsa a punti
Campionati oceaniani, Omnium
- 2010

4ª prova Coppa del mondo 2009-2010, Inseguimento a squadre (Pechino, con Sarah Kent e Josephine Tomic)
Campionati australiani, Omnium
Campionati del mondo, Inseguimento a squadre (con Sarah Kent e Josephine Tomic)
- 2011

Campionati oceaniani, Inseguimento a squadre (con Annette Edmondson e Isabella King)
Campionati oceaniani, Inseguimento individuale
Campionati oceaniani, Scratch
Campionati oceaniani, Corsa a punti
- 2012

Campionati oceaniani, Scratch
Campionati oceaniani, Omnium
- 2014

Campionati oceaniani, Scratch
Campionati australiani, Omnium
- 2015

Campionati del mondo, Inseguimento a squadre (con Amy Cure, Annette Edmondson e Melissa Hoskins)
2ª prova Coppa del mondo 2015-2016, Inseguimento a squadre (Cambridge, con Georgia Baker, Amy Cure e Isabella King)
- 2016

Campionati australiani, Inseguimento individuale
Campionati oceaniani, Inseguimento a squadre (con Amy Cure, Annette Edmondson e Alexandra Manly)
Campionati oceaniani, Inseguimento individuale
- 2017

2ª prova Coppa del mondo 2016-2017, Inseguimento a squadre (Cali, con Amy Cure, Alexandra Manly e Rebecca Wiasak)
Campionati australiani, Omnium
Campionati oceaniani, Inseguimento individuale
- 2018

Campionati australiani, Inseguimento individuale
XXI Giochi del Commonwealth, Inseguimento a squadre (con Amy Cure, Annette Edmondson e Alexandra Manly)
1ª prova Coppa del mondo 2018-2019, Inseguimento a squadre (Saint-Quentin-en-Yvelines, con Kristina Clonan, Georgia Baker e Macey Stewart)
1ª prova Coppa del mondo 2018-2019, Scratch (Saint-Quentin-en-Yvelines)
Campionati oceaniani, Inseguimento a squadre (con Kristina Clonan, Macey Stewart e Georgia Baker)
Campionati oceaniani, Corsa a punti
Campionati oceaniani, Scratch
Campionati australiani, Omnium
- 2019

Campionati del mondo, Inseguimento a squadre (con Amy Cure, Annette Edmondson, Georgia Baker e Alexandra Manly)
Campionati del mondo, Inseguimento individuale
Campionati australiani, Corsa a punti
5ª prova Coppa del mondo 2019-2020, Inseguimento a squadre (Brisbane, con Annette Edmondson, Maeve Plouffe, Georgia Baker e Alexandra Manly)
Campionati australiani, Americana (con Georgia Baker)
- 2021

Campionati australiani, Americana (con Alexandra Manly)

## Piazzamenti

### Competizioni mondiali
- Campionati del mondo su pista

Città del Capo 2008 - Inseguimento individuale Junior: vincitrice
Città del Capo 2008 - Inseguimento a squadre Junior: vincitrice
Pruszków 2009 - Inseguimento a squadre: 3ª
Ballerup 2010 - Inseguimento a squadre: vincitrice
Melbourne 2012 - Inseguimento individuale: 3ª
Minsk 2013 - Inseguimento a squadre: 2ª
Cali 2014 - Scratch: 19ª
Saint-Quentin-en-Yvelines 2015 - Inseguimento a squadre: vincitrice
Londra 2016 - Inseguimento a squadre: 5ª
Hong Kong 2017 - Inseguimento a squadre: 2ª
Hong Kong 2017 - Inseguimento individuale: 2ª
Pruszków 2019 - Inseguimento a squadre: vincitrice
Pruszków 2019 - Inseguimento individuale: vincitrice
Berlino 2020 - Inseguimento a squadre: 5ª
Berlino 2020 - Inseguimento individuale: 14ª
- Giochi olimpici

Rio de Janeiro 2016 - Inseguimento a squadre: 5ª
Tokyo 2020 - Inseguimento a squadre: 5ª